# Стеван Синђелић
Стеван Синђелић (1770/1771 — 19. мај(ј. к.)/31. мај 1809) био је српски јунак и војсковођа у Првом српском устанку. Погинуо је у боју на Чегру, дигавши у ваздух шанац пун Турака.

## Биографија
Стеван Синђелић је рођен 1770. године у селу Војски, у Округу моравском. Његов отац, угледни занатлија Радован Ракић је умро врло млад, па се Стеванова мајка, Синђелија, преудала у село Грабовац. Зато су га људи по мајци Синђелији прозвали Синђелић. Пре устанка служио је код чувеног ресавског кнеза Петра, кога су дахије пред почетак устанка посекле. Још пре него што ће подићи устанак, Карађорђе је прелазио преко Велике Мораве и састајао се са Синђелићем и договарао се о почетку устанка, па је Синђелић почео да прикупља народ ресавског краја за устанак против османске власти. Чим је објављен устанак у Орашцу, Карађорђе је о томе обавестио Стевана Синђелића.
Стеван Синђелић је одмах побунио целу Ресаву. Османлије, који су били у Ћуприји, чим су чули за устанак Срба крећу против устаника. Стеван Синђелић је то на време сазнао, па их је спремно дочекао на Јасењару, између Свилајнца и Ћуприје и потукао до ногу. То је било његово прво бојевање и први ратни успех.
После тога, Синђелић је учествовао у боју на Иванковцу са Миленком Стојковићем и Петром Добрњцем, где су сви скупа победили Хафис-пашу, кад им је Карађорђе дошао у помоћ. У боју на Иванковцу, Стеван Синђелић се показао као добар и способан војсковођа, па га је Карађорђе поставио за ресавског војводу.
Након боја на Иванковцу, Стеван Синђелић је са Добрњцем ратовао по моравској долини и освојио: Ћуприју, Параћин и Ражањ, до Делиграда. Ту су ископали и утврдили велике и јаке шанчеве у којима су дочекали нишког Хуршид-пашу са многобројном војском, у исто време када је био бој на Мишару (1806. године).
После 1807. и кратког предаха, дошла је за српске устанике судбоносна 1809. година. Код Каменице, села надомак Ниша, Срби су имали 6 шанчева. У првом шанцу (на брду Чегар) је био војвода Стеван Синђелић са својих 3.000 Ресаваца. Кад су Османлије сазнали да су се двојица војвода, Хајдук Вељко и Петар Добрњац повукли с војском, и да су услед тога Срби ослабили, кренули су јаком војском на српске положаје на Чегру.
Бој је почео у јутарњим часовима 19. маја 1809. (31. маја по новом календару). Османлије су јуришали четири пута, али су их Синђелићеви јунаци одбили. Напослетку, преко оних који су изгинули и испунили ровове око шанца, Османлије су на јуриш ушли у шанац. Борба пушкама, претворила се у борбу кундацима, ножевима, и голим рукама. Османлије су стално добијале појачање, док је Синђелић на крају остао сам.
Кад је Стеван Синђелић видео да не може Османлије истерати из шанца и да је много Срба изгинуло, а да не би пао жив у османске руке, опалио је из своје кубуре у пуну бурад барута и тако је завршио бој. Том приликом погинуло је 6.000 Османлија и сви преостали Срби.
После ове погибије нишки паша наредио је да се све српске главе одсеку и однесу у Ниш. Ћурчије су одрали главе и предали их паши који је наредио да се сазида Ћеле-кула. И дан данас овај споменик палим чегарским браниоцима налази се у Нишу и претворен је у спомен обележје.
Његови потомци постоје у селу Грабовац.

## Споменици
Споменик војводи Стевану Синђелићу се налази у Свилајнцу, а биста војводе Синђелића налази се у комплексу спомен-парк обележја Чегар, код Ниша.
По њему се зову ОШ „Стеван Синђелић“ Војска, ОШ „Стеван Синђелић” Београд, ОШ „Стеван Синђелић” Велики Поповић.

## Историјски утицаји
Подвиг, сличан подвигу Стевана Синђелића, извео је мајор Милан Тепић септембра 1991. у Бјеловару.